# Brechershäusern

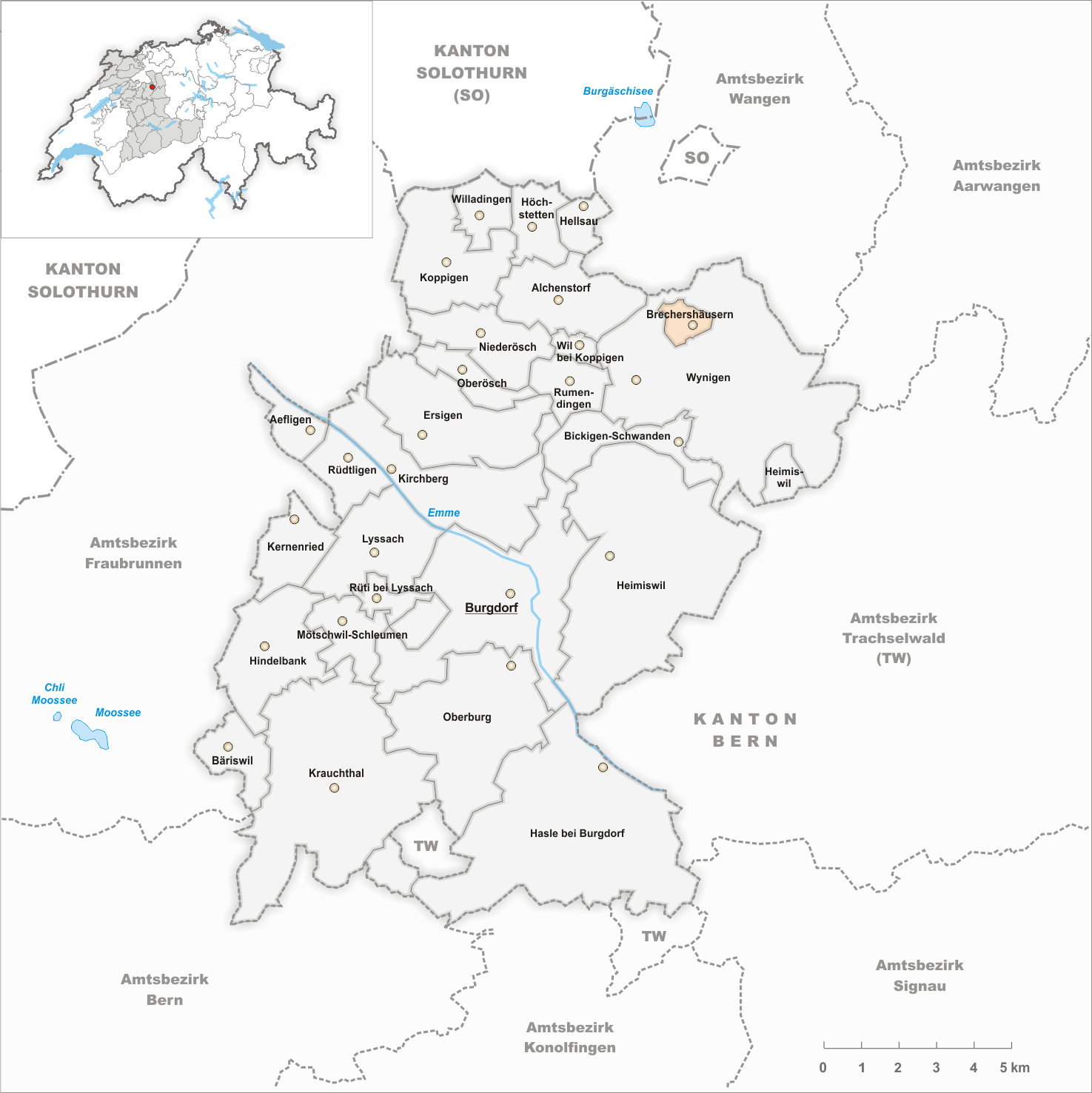
Gemeindestand vor der Fusion am 1. Januar 1887

Brechershäusern ist eine Ortschaft in der Gemeinde Wynigen im Verwaltungskreis Emmental des Kantons Bern in der Schweiz. Bis zum 31. Dezember 1886 war Brechershäusern eine eigene politische Gemeinde. Am 1. Januar 1887 fusionierte sie zur Gemeinde Wynigen.

## Geschichte
Bis zur politischen und kirchlichen Eingemeindung in Wynigen 1887 gehörte Brechershäusern mit den benachbarten Höfen Rain, Buchgasse und Heuweg zur entfernten Kirchgemeinde Koppigen und bildete, als Enklave in der Gemeinde Wynigen, eine politische Gemeinde mit 118 Einwohnern (1880). Der 1312 erwähnte Hof Brechershäusern (Brecholshúsern) stand im Spätmittelalter anders als Wynigen ausserhalb des kyburgischen Amts Gutisberg. Seine Inhaber, auf dem Hof sesshaft oder Burger von Burgdorf, vergabten 1312 Güter an das Kloster Fraubrunnen. Ab dem späten 15. Jahrhundert waren die Bauern Jost in Brechershäusern. Durch die Gotthelf-Verfilmungen (Glunggehof) erlangte Brechershäusern schweizweite Bekanntheit.